# Isturgia pulinda
Isturgia pulinda is een vlinder uit de familie spanners (Geometridae). De wetenschappelijke naam is voor het eerst geldig gepubliceerd in 1860 door Walker.
De soort komt voor in Europa.